# Зайко, Яков Яковлевич
Яков Яковлевич Зайко (укр. Яків Якович Зайко; 4 апреля 1940, село Делятичи, Новогрудский район, Барановичская область — 18 февраля 2014, Киев) — народный депутат Украины 12 (1) созыва, журналист, главный редактор газеты «Голос громадянина», писатель. Один из погибших на Евромайдане. Герой Украины (2014, посмертно).

## Биография
Родился в семье рабочих — Якова Васильевича Зайко (1899—1999) и Ольги Александровны (1918—2000).
18 февраля 2014 года умер от инфаркта в ходе событий Евромайдана во время наступления «Беркута» на расположенные на улице Институтской баррикады.

## Политическая активность
Зайко вступил в КПСС в 1969 году, исключен из неё в 1988 году.
Был одним из лидеров антикоммунистического движения Житомира в 1989—1991 годах. Сопредседатель Гражданского фронта содействия перестройке (1989—1993) — первой некоммунистической политической организации в городе.
Выдвинут кандидатом в народные депутаты трудовыми коллективами ПО «Электроизмеритель», ПО канализационно-водопроводного хозяйства, производственно-технического узла связи г. Житомира. 18.03.1990 избран Народным депутатом Украины от Богунского избирательного округа Житомирской области. Входил в Народный Совет. Член Комиссии Верховной рады Украины по вопросам гласности и СМИ.
Член правления Ассоциации народных депутатов Украины прошлых созывов. Председатель Житомирской областной ассоциации фермеров, вице-президент Ассоциации фермеров Украины.

## Творчество
Автор серии книг «Верховна Рада України», «Літопис державотворення» («Декларація про державний суверенітет України», «Незалежність України», «Конституція України», «Парламент») издательства Ассоциации народных депутатов Украины и изданного малыми тиражами 6-томного исследования «Духовність життєдій» (1957—2005), трилогии «Юля» (1998—2005) и дилогии «Месія» (2000—2006).

## Награды
- Звание Герой Украины с удостаиванием ордена «Золотая Звезда» (21 ноября 2014, посмертно) — за гражданское мужество, патриотизм, героическое отстаивание конституционных принципов демократии, прав и свобод человека, самоотверженное служение Украинскому народу, проявленные во время Революции достоинства[6]
- Орден «За заслуги» II ст. (23 августа 2011) — за значительный личный вклад в становление независимости Украины, утверждение её суверенитета и международного авторитета, заслуги в государствообразующей, социально-экономической, научно-технической, культурно-образовательной деятельности, добросовестное и безупречное служение Украинскому народу[7]
- Орден «За заслуги» III ст. (15 августа 1997) — за личные заслуги в развитии украинской государственности, активную законотворческую работу и по случаю шестой годовщины независимости Украины[8]
- Медаль «За жертвенность и любовь к Украине» (УПЦ КП, июнь 2015 г.) (посмертно)[9]
- Почётная грамота Верховной рады Украины (октябрь 2002)

## Семейная жизнь
Гражданская супруга (до 2008 г.) — Приходько Лидия Петровна (род. 1958). Имел 3 детей от законных браков.